# Source chaude
Pour un article plus général, voir Source (hydrologie).
 (août 2023).
Si vous disposez d'ouvrages ou d'articles de référence ou si vous connaissez des sites web de qualité traitant du thème abordé ici, merci de compléter l'article en donnant les références utiles à sa vérifiabilité et en les liant à la section « Notes et références ».

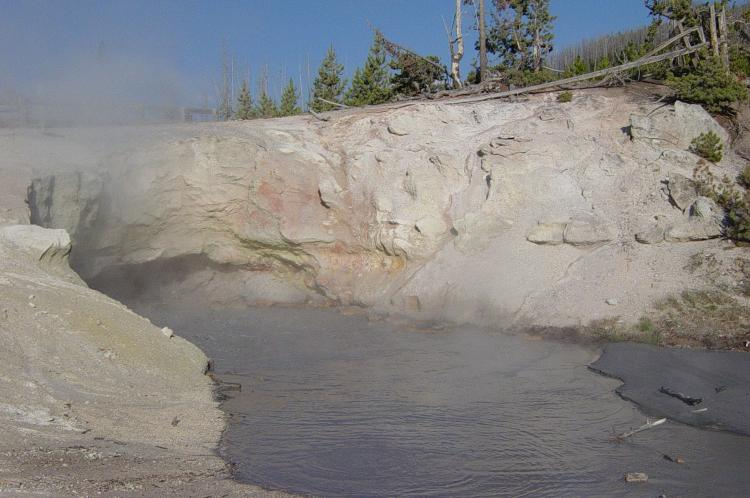
Source du Dragon Vert à dans le parc national de Yellowstone.

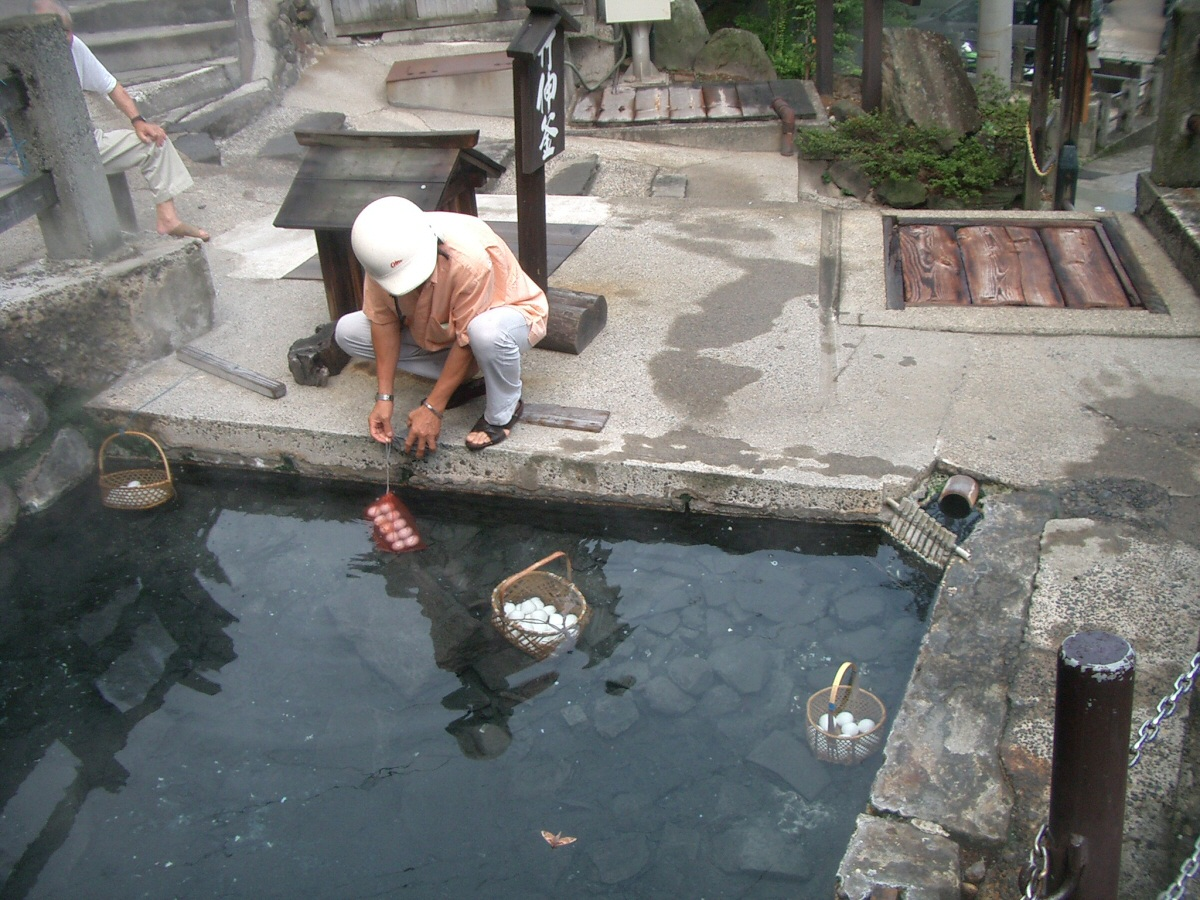
Cuisson d'œufs dans une source chaude à Nagano au Japon.

Une source chaude ou source thermale est une source dont l'eau qui sort du sol est chauffée par un processus géothermique. Il y a des sources chaudes sur tous les continents, ainsi qu'au fond des mers.

## Définitions
Il n'y a pas de définition généralement acceptée de la notion de source chaude. Voici quelques définitions communément admises :
- toute source géothermique ;
- une source dont la température est supérieure à la température de son environnement[1] ;
- une source naturelle dont la température est supérieure à celle du corps humain (normalement entre 36,5 °C et 37,5 °C)[2],[3],[4] ;
- une source thermale dont la température est supérieure à 36,7 °C (98 °F)[5],[6],[7] ;
- une source naturelle dont la température est supérieure à 21,1 °C (70 °F) (synonyme d'eau thermale)[8],[9],[10],[11] ;
- une résurgence naturelle d'eau souterraine ayant une température basse[12] ;
- un type de source thermale dans laquelle l'eau chaude est amenée à la surface. La température de l'eau est en général à 6,5 °C ou plus au-dessus de la température ambiante[13],[14]. Avec cette définition, « source thermale » et « source chaude » ne sont pas synonymes ;
- une source dont l'eau chaude est amenée à la surface (synonyme de source thermale). La température de l'eau de source est en général 8,3 °C ou plus au-dessus de la température ambiante[15] ;
- une source dont la température est supérieure à la température ambiante du sol ;
- une source dont la température est supérieure à 50 °C[16].

Le terme « source tiède » est appliqué à une source dont la température est inférieure à celle d'une source chaude. Pentecost et al. (2003) suggère que le terme « source tiède » n'est pas utile et devrait être évité. Le Centre des données géophysiques américain (US NOAA Geophysical Data Center) définit une source tiède comme une source dont la température se situe entre 20 et 50 °C.

## Source de chaleur

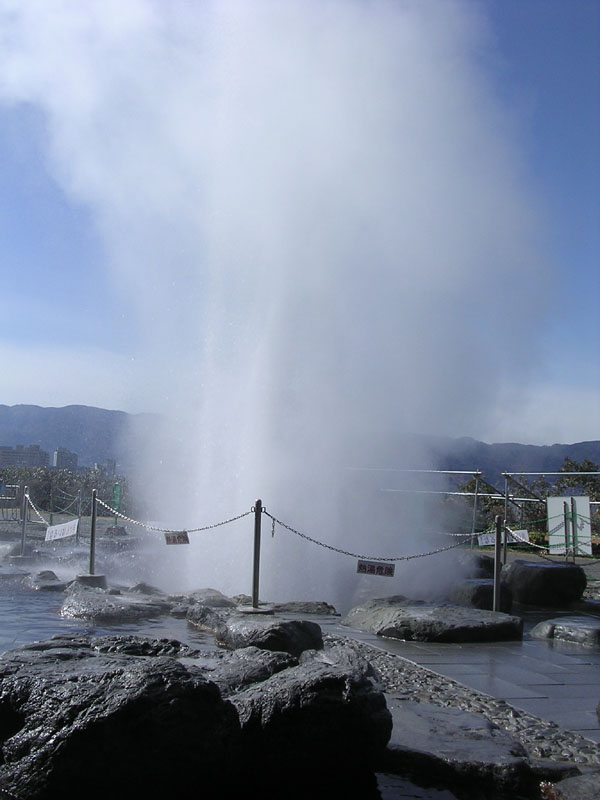
Geyser à Kamisuwa (上諏訪), préfecture de Nagano, au Japon.

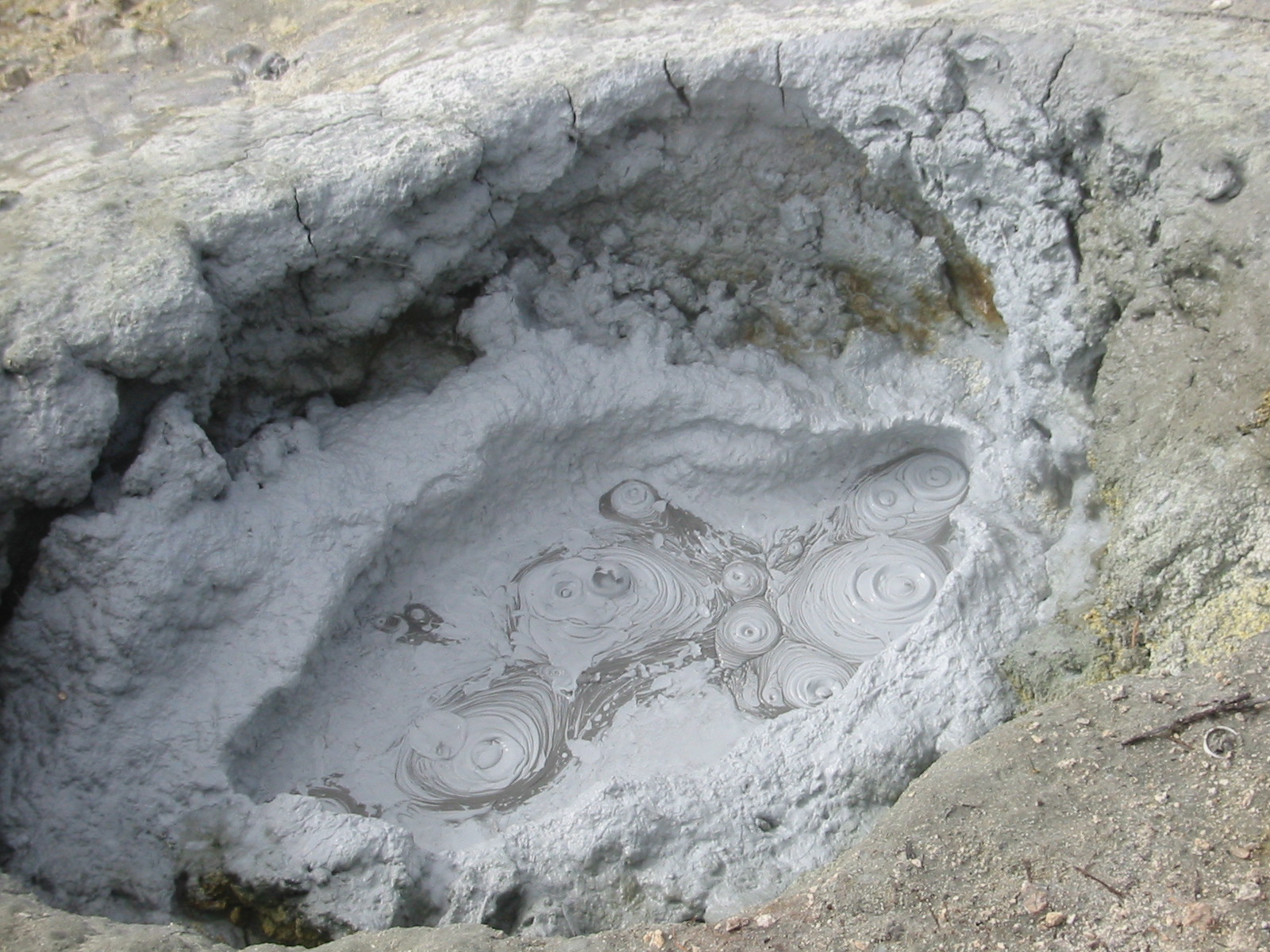
Mare de boue dans le parc national volcanique de Lassen, Californie, États-Unis.

L'eau provenant d'une source chaude est chauffée par une chaudière géothermale (c’est-à-dire que l'énergie thermique provient de celle de la Terre). En général, la température des roches de la croûte terrestre augmente en fonction de la profondeur. On appelle cela le « gradient géothermique ». Si l'eau pénètre en profondeur, elle va se réchauffer au contact des roches chaudes, c'est de là que vient la chaleur des sources chaudes des régions non volcaniques.
Dans les régions volcaniques, comme dans le parc de Yellowstone aux États-Unis, l'eau peut tout simplement être chauffée par contact direct avec le magma. La très haute température thermique (de 1 000 à 5 000 °C) qui règne dans la poche magmatique est suffisante pour permettre à l'eau d'entrer en état d'ébullition. On appelle « geyser » une source chaude dont l'eau bouillante et la vapeur jaillissent sous pression. Si seule la vapeur d'eau sort du sol, il s'agit d'une fumerolle. On peut aussi apercevoir parfois de l'eau surchauffée mélangée à de la boue et de l'argile bouillonnant, on appelle cela une mare de boue.
Il est important de signaler que dans la plupart des zones volcaniques, la température de sources chaudes est souvent proche de 100 °C (point d'ébullition à pression ambiante). Par imprudence, en particulier dans les sites peu sécurisés, des gens ont été sérieusement brûlés, parfois même tués en pénétrant accidentellement ou intentionnellement dans des sources chaudes, au contact des fumerolles ou alors en étant aspergés par un geyser. Dans la plupart des sites géothermiques, des panneaux signalent ces dangers.
Les sources tièdes sont parfois le résultat de la rencontre d'une source froide et d'une source chaude. Elles se trouvent le plus souvent en dehors des zones volcaniques.

## Débits

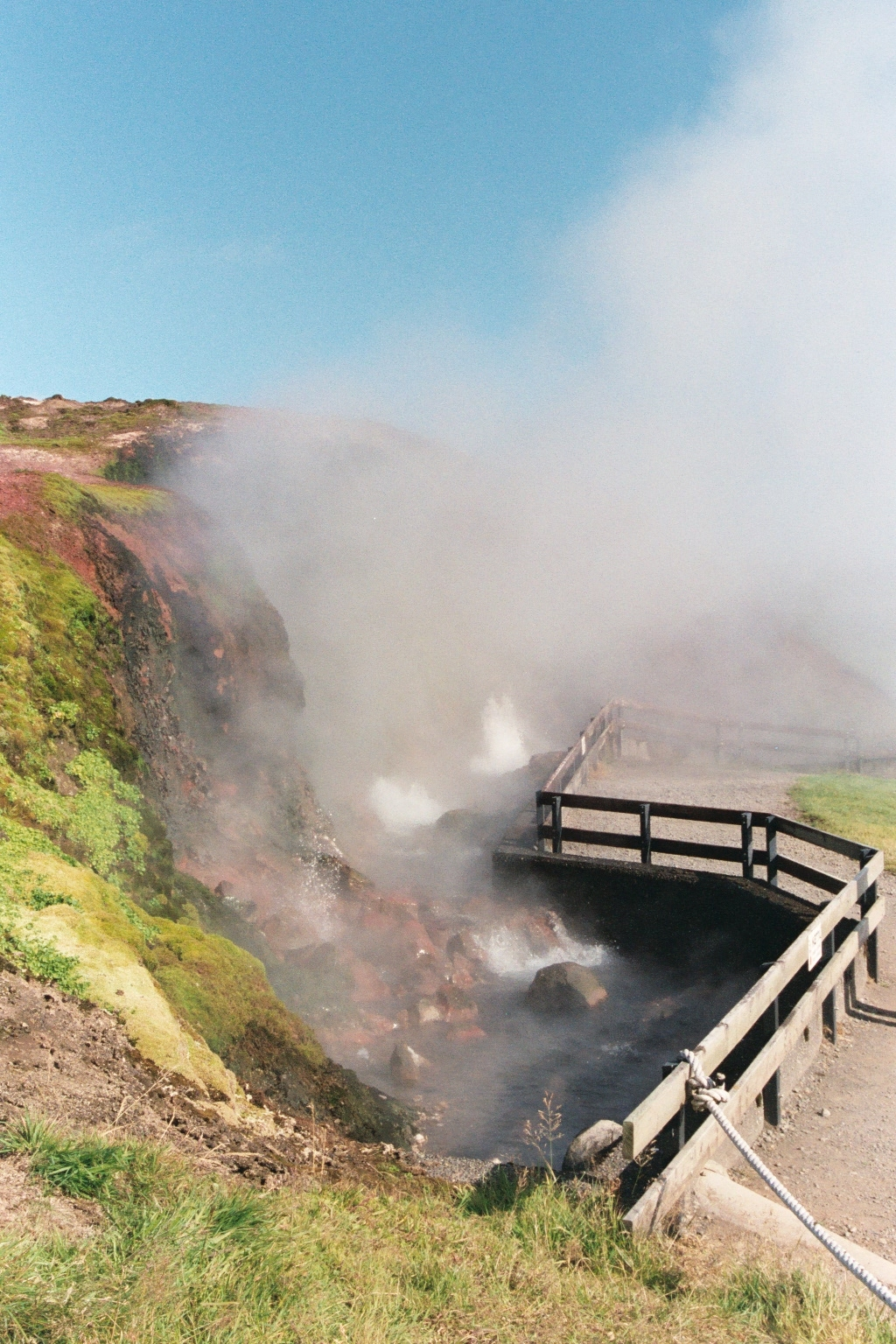
Deildartunguhver en Islande : source d'eau chaude ayant le plus fort débit en Europe.

La gamme des débits des sources chaudes va du simple ruisseau à la véritable rivière. Il y a parfois même assez de pression pour créer des geysers ou des fontaines.
Aux États-Unis, une source très faible alimente par exemple le complexe Fales Hot Ditch (au nord de Bridgeport en Californie). En revanche, c'est un immense lac souterrain sous la ville de Tonopah en Arizona qui fournit de l'eau naturelle minérale chaude pour différentes sources chaudes.

### Sources chaudes à haut débit
Les références sur les débits élevés des sources chaudes abondent. Voici une liste de quelques sources chaudes avec des débits élevés :
- le débit cumulé des 47 sources de Hot Springs, Arkansas est de 35 L/s ;
- la source Hay-Yo-Kay à Truth or Consequences au Nouveau-Mexique possède un débit de 99 L/s ;
- Lava Hot Springs en Idaho a un débit de 130 L/s ;
- Glenwood Springs dans le Colorado a un débit de 143 L/s ;
- Elizabeth Springs dans l'Ouest du Queensland, Australie aurait eu un débit de 158 L/s à la fin des années 1800, aujourd'hui[Quand ?] le débit de 5 L/s ;
- Deildartunguhver, à Reykholt en Islande a un débit de 180 L/s ;
- les sources chaudes de Caldas Novas au Brésil sont exploitées par 86 puits, dont 333 L/s sont pompés 14 h/j. Cela correspond à un débit moyen de pointe de 3,88 L/s par puits ;
- les 2 850 sources chaudes de Beppu forment le site le plus élevé du Japon. Ensemble, elles produisent environ 1 592 L/s, soit une moyenne de 0,56 L/s par source ;
- les 303 sources chaudes de Kokonoe au Japon produisent 1 028 L/s, soit un débit moyen de 3,39 L/s par source ;
- la préfecture d'Ōita possède 4 762 sources chaudes, pour un total de 4 437 L/s, soit un débit moyen de 0,93 L/s ;
- la source chaude au débit le plus élevé du Japon est celle de Tamagawa dans la préfecture d'Akita, qui a un débit de 150 L/s. La source de Tamagawa nourrit un courant de trois mètres de large à une température de 98 °C ;
- il y a au moins trois sources chaudes dans la région de Nage, à 8 km au Sud-Ouest de Bajawa (en) en Indonésie, qui produisent un total de plus de 453,6 L/s ;
- trois autres grandes sources chaudes (Mengeruda, Wae Bana et Piga) 18 km Nord-Est de Bajawa, produisent plus de 450 L/s ;
- le site de Dalhousie Springs (en) en Australie avait un débit total de pointe de plus de 23 000 L/s en 1915, ce qui, pour une source moyenne du complexe, représente un débit de plus de 325 L/s. Il est descendu à un débit total de pointe de 17 370 L/s, ce qui donne pour une source moyenne un débit de pointe de l'ordre de 250 L/s[18].

## Utilisations thérapeutiques

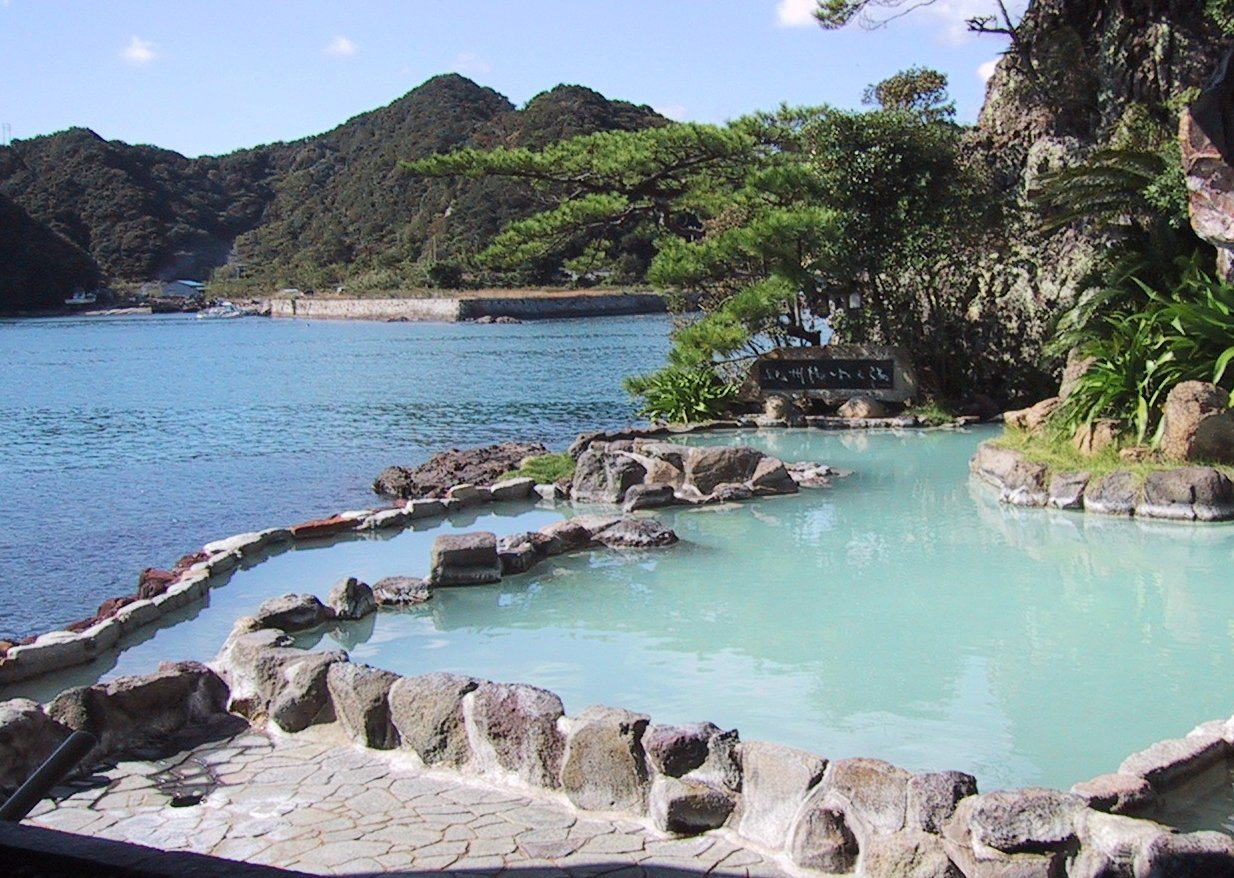
Source chaude japonaise à l'air libre à Nachikatsuura, Wakayama, utilisée comme bain public.

L'eau chaude ayant une meilleure capacité de dissolution, elle peut porter plus d'éléments dissous : ainsi, les sources tièdes et surtout chaudes sont souvent très chargées en minéraux, du simple calcium au lithium, parfois même du radium. La coutume populaire, ainsi que des propriétés médicales avérées, font de ces sources des destinations populaires, et des lieux pour des centres de soins (réhabilitation, handicaps divers).

## Infections venant de sources chaudes
Malheureusement, les sources chaudes peuvent créer un milieu idéal pour répandre des infections. Par exemple :
- le naegleria fowleri une amibe vivant dans les réseaux d'eaux et sols chauds peut être la cause de méningites[19],[20]. Plusieurs morts ont été attribuées à cette amibe, qui entre dans le cerveau en passant par les sinus[21],[22] ;
- Acanthamoeba pourrait aussi se diffuser via les sources chaudes, (source : centre de contrôle des maladies américain[23]) ;
- la bactérie Legionella fait partie de la flore aquatique, par conséquent celle-ci est présente dans de nombreuses sources d'eaux douces chaudes[24].

## Sources chaudes dans le monde

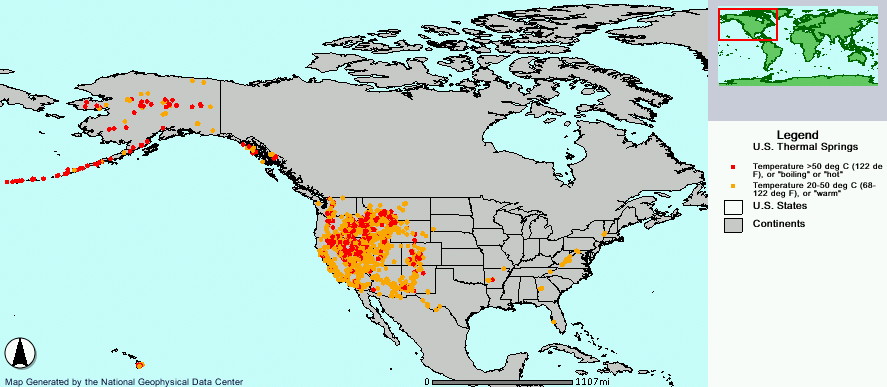
Distribution des sources géothermales aux États-Unis.

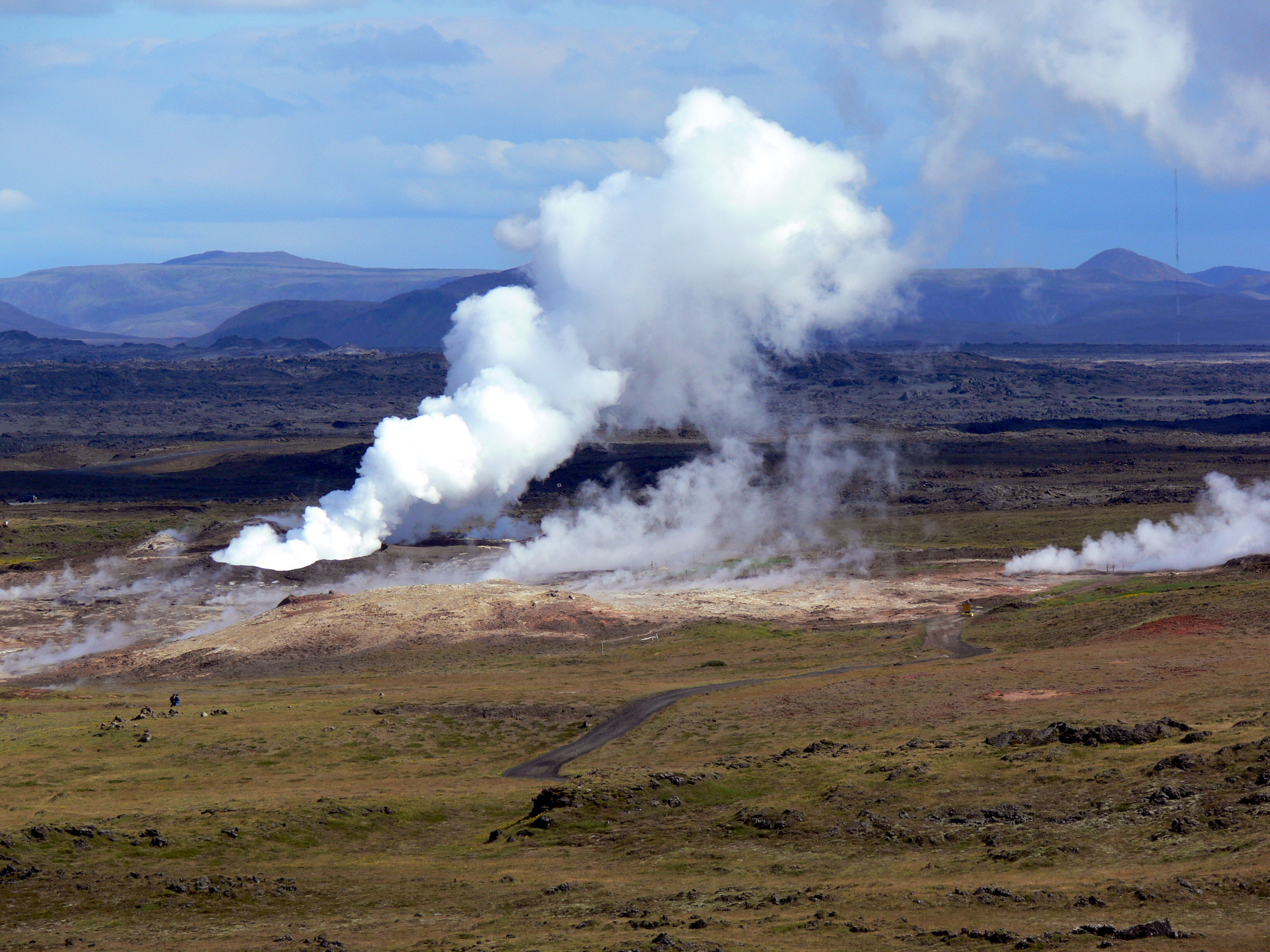
Gunnuhver, source chaude en Islande.

Des sources chaudes existent dans de très nombreux pays, sur tous les continents. Les pays renommés pour leurs sources chaudes sont l'Islande, la Nouvelle-Zélande, le Chili, l'Algérie ou le Japon et Taïwan, mais il y a des sources chaudes intéressantes et uniques dans de très nombreux endroits comme :
- la ville de Spa en Belgique, à l'origine du terme « spa », a des eaux à 32 °C. L'empereur Joseph II lui donna le nom de Café de l'Europe en juillet 1781. Casanova vint à Spa en 1783 cherchant des occasions pour ses affaires sans suite[25] ;
- la bien nommée ville de Chaudfontaine à 20 km de Spa possède des sources d'eau chaude dont les caractéristiques sont de s'infiltrer à 1 600 m de profondeur, d'atteindre 55 °C et de surgir après 60 ans à une température de 37 °C ;
- il y a plus de 275 sources chaudes au Chili incluant la plus grande d'Amérique du Sud à Liquiñe et l'ensemble des geysers et piscine d'El Tatio à 4 000 m d'altitude dans la région chilienne d'Atacama au nord de San Pedro, où la géothermie a été expérimentée il y a plusieurs décennies ;
- la ville d'Ikaria en Grèce abrite une source d'eau chaude radioactive utilisée depuis le IVe siècle av. J.-C. ;
- il y a un grand nombre de sources chaudes au Groenland, comme à Uunartoq. Il y a plus de 2 000 sources chaudes rien que sur l'île de Disko, qui représente seulement 0,4 % de la surface du Groenland ;
- les sources d'eau chaude de Geysir en Islande ont donné le mot geyser ;
- l'Islande a de nombreuses sources d'eaux chaudes célèbres, ainsi celle alimentant le spa du lagon bleu à Grindavík et Deildartunguhver est la source d'eau chaude européenne ayant le plus gros débit. L'eau de Deildartunguhver émerge à 97 °C et est canalisée pendant des kilomètres pour le chauffage public ;
- aux Açores, et notamment à Furnas ;
- le parc national « Northwest Spitsbergen » sur l'île Spitzberg en Norvège contient deux des sources d'eaux chaudes les plus au nord de la Terre, à 80° Nord ;
- il y a de nombreuses sources au Royaume-Uni, mais la plus chaude se trouve dans la ville de Bath. Selon certaines sources ce serait en fait la seule source d'eau chaude des Îles britanniques ;

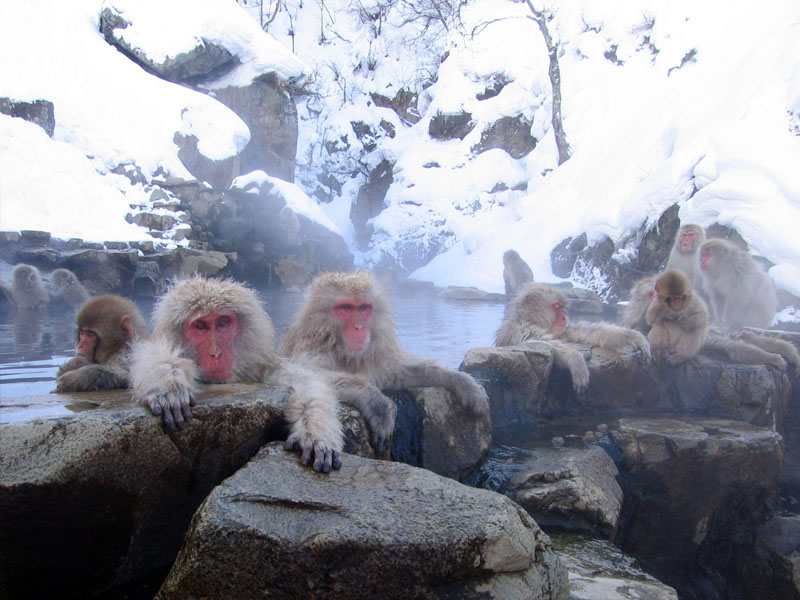
Macaques s'ébattant dans un onsen à Nagano au Japon.

- localisé sur la ceinture de feu du Pacifique, le Japon se trouve dans une région volcanique, et abrite de nombreuses sources d'eaux chaudes. Le « onsen » (un mot japonais pour « source chaude ») joue un rôle notable dans la culture japonaise. Visiter un onsen est la quintessence de l'expérience japonaise et constitue une activité touristique populaire ;
- le parc national japonais Shiretoko à Hokkaido a des chutes d'eau chaude appelées « Kamuiwakkayu-no-taki » ;
- les sources chaudes de Chutsen Chugang sont situées au pied du Zhoto Terdrom / Monastère Tidro, à une altitude de 4 400 m à Maldrogongkar / comté de Mozhugongka, Lhassa, Tibet. Des moines bouddhistes et le « serpent des sources chaudes » cohabitent près de ce groupe de sources chaudes en haute altitude ;
- il y a également des sources d'eau chaudes en Antarctique, comme celle de l'Île de la Déception ;
- Champaign Hot Springs est un ensemble de sources géothermales sous-marines peu profondes le long de la côte de la Dominique, Petites Antilles[26] ;
- Bouillante est une commune de la Côte-sous-le-vent de la Guadeloupe, ville de flanc de volcan, elle est parsemée de sources d'eaux chaudes naturelles en mer et à l'intérieur des terres. Les récits historiques de l'histoire de Bouillante regorgent de documents précis sur leurs multiples emplacements ; il reste encore aujourd'hui des sources accessibles aux touristes, notamment le « bain du curé » et la « source de Thomas » ;
- il y a une centaine de sources d'eau chaude à Taïwan, les plus connues sont situées dans le district de Beitou à Taipei et à Wulai (sud de Taipei) ;
- en Nouvelle-Zélande, de nombreuses sources chaudes sont présentes, principalement sur l'île du nord autour de la région de Rotorua et Taupo et à Hanmer Springs sur l'île du sud. Les touristes apprécient tout particulièrement les sources de la célèbre plage de « Hot Water Beach » dans la péninsule du Coromandel où ils creusent des trous dans le sable pour se baigner dans l'eau chaude surgissante ;
- Shanay-Timpishka, petite rivière du Pérou possédant des zones où l'eau atteint 100°C. Phénomène découvert en 2011, encore mal compris mais non volcanique[27],[28].

- Le lac Magadi, au Kenya est alimenté en grande partie par de nombreuses sources chaudes, dont la température peut atteindre 86° C. D'innombrables autres sources parsèment le rift est-africain.

### Sources chaudes en France (hors DOM-TOM)
- Chaudes-Aigues est un bourg français connu pour ses sources chaudes, notamment la source du « Par » avec des eaux de 82 °C dont le débit est voisin de 450 000 L/j.
- La ville de Plombières-les-Bains dans les Vosges possède des sources chaudes (entre 57 °C et 84 °C). Cette ville possède la source la plus chaude d'Europe.
- La commune de Vecoux, située également dans les Vosges, dispose de la source de Chaude-Fontaine, dont l'eau émerge à 21 °C.
- Dax possède la Fontaine chaude qui a un débit journalier de 2 400 000 L d'eau à 64 °C.
- Salins-les-Thermes en Savoie.
- La Bourboule et le Mont-Dore sont des villes thermales. On y trouve des sources sauvages et captées d'eau chaude : les thermes Choussy par exemple, ou les sources chaudes de Croizat (40 °C) et Félix.
- Nancy a une source à 70 °C.
- Bagnols-les-Bains en Lozère, au pied du mont Lozère, possède une source chaude, à la température constante de 41 °C. Cette station thermale était déjà connue à l'époque gallo-romaine.
- Bagnoles-de-l'Orne est l'unique station thermale du Grand Ouest avec des eaux à 24,6 °C.
- Évaux-les-Bains en Creuse, 65 °C.
- Les sources d'Eugénie-les-Bains, de 22 à 41 °C.
- Ax-les-Thermes en Ariège, dans la vallée de l'Ariège a plus de soixante sources chaudes, certaines utilisées pour les thermes, d'autres accessibles au public (simple fontaine ou bassins). Les eaux sulfurées sodiques d’Ax sont les plus chaudes des Pyrénées, de 43 à 78 °C. Elles appartiennent au groupe des eaux hyper-thermales. Elles étaient déjà connues à l'époque gallo-romaine et furent utilisées par Saint Louis pour soigner la lèpre.
- Thuès-les-Bains dans les Pyrénées-Orientales est située près de sources chaudes et sulfureuses.
- Bourbonne-les-Bains dans la Haute-Marne dont la principale source atteint 68 °C.
- Monêtier-les-Bains dans les Hautes-Alpes, source à 37 °C.
- La Corse possède de nombreuses sources chaudes, mais peu sont exploitées à l'instar de Pietrapola, des bains de Caldane ou de Baracci.

### Sources chaudes en Algérie
L'Algérie est l'un des pays qui compte le plus de sources chaudes[réf. nécessaire]. Les plus réputées sont les suivantes :

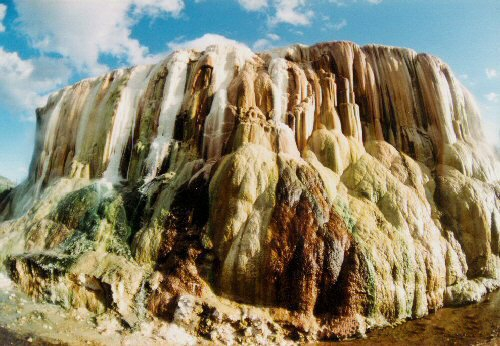
Guelma en Algérie.

- le Hammam Essalihine de Khenchela qui dispose de plusieurs bassins d'eau chaude. Situé dans les montagnes des Aurès, c'est la plus belle source thermale d'Algérie et l'une des plus belles au monde ;
- le Hammam Meskhoutine de Guelma dont l'arrivée en eau chaude se fait par le biais d'une cascade. Il est avec le hammam Essalihine le hammam le plus chaud d'Algérie et la deuxième source d'eau la plus chaude (97 °C) au monde après celles d'Islande ;
- le Hammam Guedjima à Gosbat, près de Batna, dispose de l'une des sources d'eau les plus chaudes d'Algérie avec une température de 40,8 °C. Il est visité par environ 150 personnes par jour, malgré le manque de publicité et de développement du site, par le simple bouche à oreille[29] ;
- la source de Saïda jaillit à 63 °C ;
- le Hammam Sidi Yahia El Aidli, soufré et fumerolles à 45 °C.

### Parcs des sources chaudes aux États-Unis

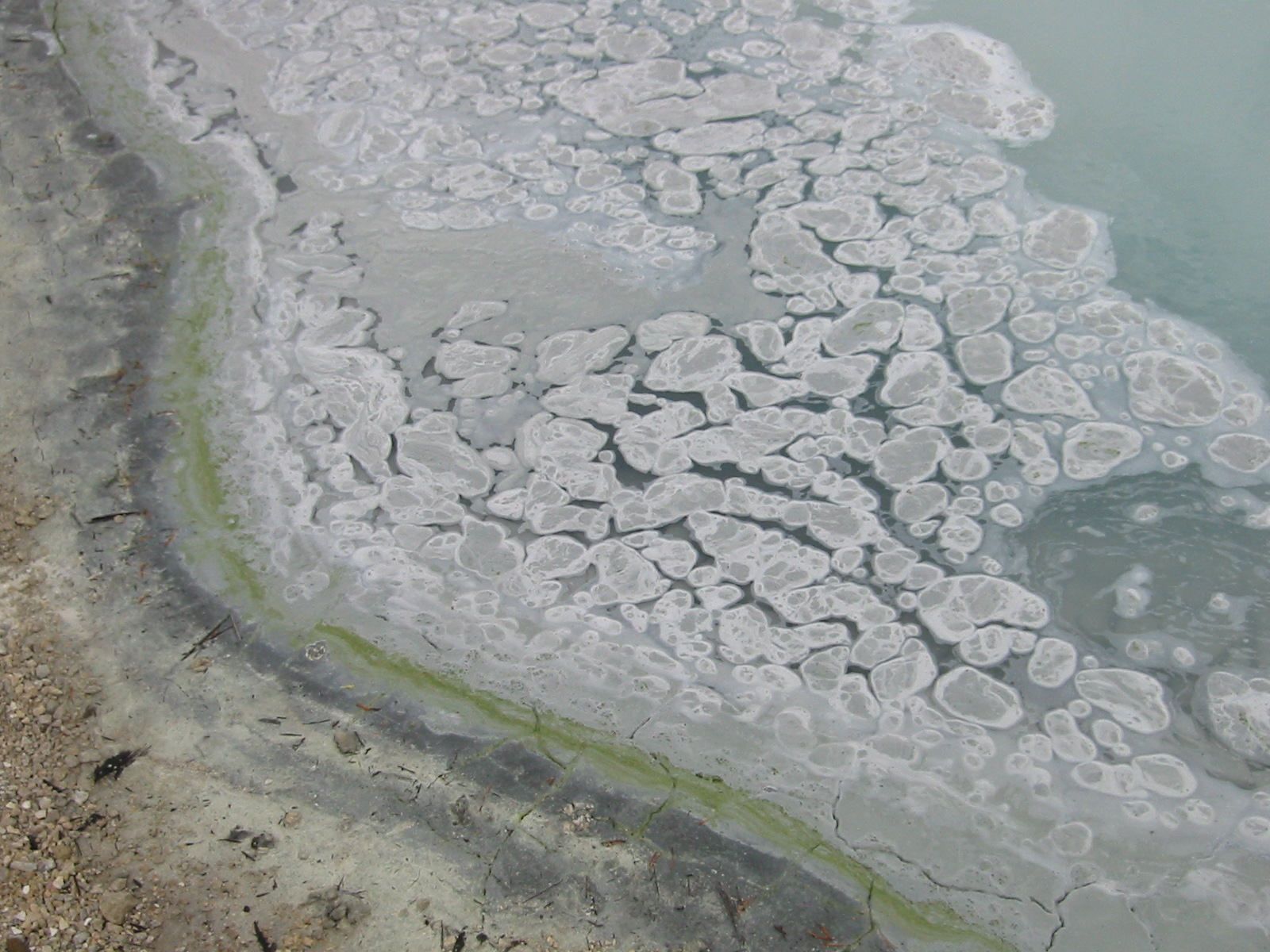
Source chaude dans le parc national volcanique de Lassen, Californie, États-Unis.

Il y a dans ce pays au moins six parcs nationaux présentant des sources chaudes :
- Arkansas : parc national de Hot Springs ;
- Californie : parc national de la vallée de la Mort et parc national volcanique de Lassen ;
- Idaho / Montana / Wyoming : parc national de Yellowstone ;
- Texas : parc national de Big Bend ;
- Washington : parc national Olympique.